# بات بوترام
بات بوترام (بالإنجليزية: Pat Buttram)‏ مواليد 19 يونيو 1915 في آديسون، الولايات المتحدة - الوفاة 8 يناير 1994 في لوس أنجلوس، هو ممثل أمريكي بدأ مسيرته الفنية سنة 1944. امتدت مسيرته الفنية لأكثر من 50 عاما.

## الأعمال
- غرين أيكرز
- قطط ذوات
- روبن هود
- المنقذون
- الثعلب والكلب
- سيمون وسيمون
- فاميلي فيود
- السائق نايت
- من ورط الأرنب روجر
- غارفيلد والأصدقاء

## روابط خارجية
- بات بوترام على موقع IMDb (الإنجليزية)
- بات بوترام على موقع ألو سيني (الفرنسية)
- بات بوترام على موقع ميوزك برينز (الإنجليزية)
- بات بوترام على موقع أول موفي (الإنجليزية)
- بات بوترام على موقع قاعدة بيانات الأفلام السويدية (السويدية)
- بات بوترام على موقع إن إن دي بي (الإنجليزية)
- بات بوترام على موقع ديسكوغز (الإنجليزية)
- بات بوترام على موقع قاعدة بيانات الفيلم (الإنجليزية)
- بات بوترام على موقع كينوبويسك (الروسية)